# Badis ruber
Бірманський бадіс (Badis ruber) — тропічний прісноводний вид риб з роду бадіс (Badis). До ревізії 2002 року був відомий під назвою Badis badis burmicanus, яку часто можна зустріти у старій літературі.
Вид поширений на більшій частині рівнинної частини М'янми, в басейні річок Іраваді та Сітаун (англ. Sittaung). Зустрічається також басейні середньої течії річки Меконг в Таїланді. Мешкає у невеличких водоймах з повільною течією та густою рослинністю. Тримається біля дна.

## Опис
Самці виростають до 6 см завдовжки, самки — до 5 см. Тіло видовжене. У спинному плавці вони мають 16-18 твердих променів і 8-10 м'яких, у анальному 3 твердих і 6-8 м'яких. Хребців 26-29, лусок у бічній лінії 26-28.
Бірманські бадіси мають привабливе забарвлення, хоча стосується це, в першу чергу, самців.
У різних популяцій виду малюнок на тілі може доволі сильно різнитись, але домінуючими є червонуваті кольори. Все тіло вкрите цятками синьо-чорного та коричнево-червоного кольорів і сріблястими поздовжніми рисками. Іноді чорні цятки зливаються у вертикальні смуги. Темна плямистість посилюється на хвостовому стеблі. Коса чорна смужка проходить через око риб. Плавці гармонійно продовжують забарвлення тіла. У нижній частині спинного плавця вздовж тіла розташований ряд темних плям. Ще три темні плями знаходяться на корені хвостового плавця.
Збуджений самець відрізняється більшою інтенсивністю забарвлення. На тілі у нього з'являються клиноподібні плями, широкою частиною до спини.
Самки забарвлені не так яскраво, як самці. Червоні кольори у них відсутні, але малюнок в цілому такий самий, але помітно темніший; плавці практично безбарвні.
Серед інших представників роду найбільш близькими до бірманського бадіса є Badis siamensis і Badis khwae. Разом вони утворюють окрему B. ruber-групу всередині роду Badis. Зовні ці три види легко сплутати між собою, але вони різняться характером темних плям на тілі.

## Утримання в акваріумі
Хоча бірманський бадіс і не є частим гостем акваріумів, серед представників свого роду він належить до найвідоміших акваріумних видів.
Це відносно невеликі риби, тому їх можна тримати у невеликих акваріумах. Для пари риб або одного самця і двох-трьох самок вистачить 80 літрів. Помешкання слід засадити рослинами й облаштувати різноманітними схованками, серед яких обов'язково повинні бути печери. Ґрунт — річковий пісок, дрібна галька. Розмір печер має бути таким, щоб риби могли вільно запливати до них. Їх влаштовують із керамічних горщиків для ківтів, які кладуть боком, шкаралупи кокосового горіха або викладають з каміння. Додатково акваріум декорують корчами.
Температура води може бути в межах 20-25 °С, показник pH6,5-7,5, твердість 5-20°dGH. Рекомендується фільтрація і підміна 1 раз на 2 тижні 10-15 % води на свіжу.
Самці бірманського бадіса поводять себе територіально і не виносять один одного. Вони вибирають собі печеру, яка стає центром їх володінь. Декількох самців можна тримати разом тільки у просторих акваріумах, за наявності великої кількості схованок і достатнього числа печер, так щоб вони могли утворити там кілька різних територій.
Риби повільні, полюбляють напівтемряву, лякливі, більшу частину часу залишаються в схованках, виходять звідти лише поїсти. Тримаються у нижніх шарах акваріума.
Вибираючи для бірманського бадіса сусідів по акваріуму, слід надавати перевагу видам, які тримаються в інших шарах води. Великі та активні сусіди можуть залишити бадісів без їжі. Не слід поєднувати їх також з іншими територіальними видами.
За природою ці риби — дрібні хижаки, тому годують їх дрібним живим (мотиль, коретра, дафнія тощо) або замороженим кормом, сухого корму не беруть.

## Розведення
За парного утримання риби нерестяться в тому ж акваріумі, де вони живуть. Якщо риб добре годувати, розведення не викликає труднощів. Ознакою підготовки до нересту є зростання активності самця, у самки в цей час збільшується черевце. Самець стає значно сміливішим і заманює самку до себе в печеру. Тут риби й відкладають ікру. Сам нерест зазвичай не вдається спостерігати.
Охороняє кладку самець. За 2-3 дні виводяться личинки, ще за 6-8 днів вони перетворюються на мальків і починають вільно плавати. Годують їх спочатку інфузоріями, нематодами, згодом до реціону додають наупліуси артемій, живий пил.